# Les Amazones, Op. 26
Les Amazones, Op. 26, é uma sinfonia dramática para orquestra e coro com três solistas escrita em 1 movimento pela pianista e compositora francesa Cécile Chaminade em 1884 (ano de publicação), com texto de Charles Grandmougin,   apresentada pela primeira vez em um concerto organizado pelo 'Cercle Catholique' em Anvers em 18 de abril de 1888, com a própria Chaminade como solista.

## Texto
Les Amazones usa um libreto escrito por Charles Grandmougin que se concentra em uma batalha entre as amazonas e os persas masculinos. Himrims, rainha das Amazonas, ordena que o único prisioneiro da guerra, o líder persa Gandhar, seja trazido até ela. Gandhar é apresentado à rainha e declara com orgulho que não tem medo das consequências de suas decisões. Himris resolve a punição exata e Gandhar vacila, pois ela sabe que o príncipe percebe sua crescente atração por ele, mas Kalyani, conselheira de Himris, insta a rainha a lembrar o decreto sobre os cativos de guerra. Himris, então. se resigna a cumprir a lei amazônica, apesar de seu coração pesado, até que Gandhar também começe à exibir sinais de atração. Sua paixão os encoraja a planejar sua fuga, o que os libertará de suas respectivas responsabilidades. Infelizmente, enquanto eles estão galopando à noite, as forças da Amazônia os alcançam e os matam. A obra termina com um lamento de 'espíritos' muito no estilo do refrão final de Henry Purcell em Dido e Aeneas.

## Música
De acordo com o libreto, a música de "Les Amazones" divide-se em três partes distintas: uma primeira seção, mais longa, coral masculino, retrata a batalha entre as duas partes em conflito e apresenta os três solistas. A segunda seção, o "duo", inclui a cena de amor e a fuga de Himris e Gandhar. Esta seção é um poslúdio que consiste no Côro dos Mortos.

### Instrumentação
1 flautim, 2 flautas, 2 oboés, 2 clarinetes, 2 fagotes, 4 trompas, 2 trompetes naturais, 2 trompetes de pistão, 3 trombones, 1 tuba baixo, tímpanos, bumbo, pratos, 2 harpas, conjunto de cordas.

### Movimentos
Allegro moderato, Andante, Duo: Allegro con fuoco, Moderato, Choeur des Péris: Andantino.

## Definição
A palavra 'Gandhar' é um nome mais antigo da atual Kandahar, Afeganistão. 'Himris' parece se referir ao nome de uma família na trilogia de J. R. R. Tolkien O Senhor dos Anéis (Grandmougin e Tokkien estão separados por mais de uma geração - Grandmougin nasceu em 1850 e Tokkien em 1892).